# A.S.D. Itala San Marco Gradisca
 Associazione Sportiva Dilettantistica Itala San Marco Gradisca (thường được viết tắt là ISM Gradisca) là một câu lạc bộ bóng đá Ý đến từ Gradisca d'Isonzo, Friuli-Venezia Giulia.

## Lịch sử
ASD Itala San Mrco Gradisca được thành lập vào năm 1919 với tên là Socà Sportiva Itala di Gradisca.

### US Itala San Marco
Năm 1978, câu lạc bộ được đổi tên thành US Itala San Marco và chơi ở Lega Pro Seconda Divisione, sau khi đăng quang với tư cách là người chiến thắng Serie D / C năm 2007.
Sau khi rút vốn vào cuối mùa giải Lega Pro Seconda Divisione 2009-10, câu lạc bộ đã buộc phải ngừng hoạt động.

### ASDISM Gradisca
Vào mùa hè năm 2010, một đội bóng mới với cái tên hiện tại đã được thành lập và được thăng hạng từ Eccellenza Friuli - Venezia Giulia đến Serie D vào cuối mùa 2010-11. Trong mùa 2011-12, đội đã xuống hạng Eccellenza.

## Màu sắc và huy hiệu
Màu sắc của đội là trắng và xanh đậm.